# کلیسای کولونیا گوئل

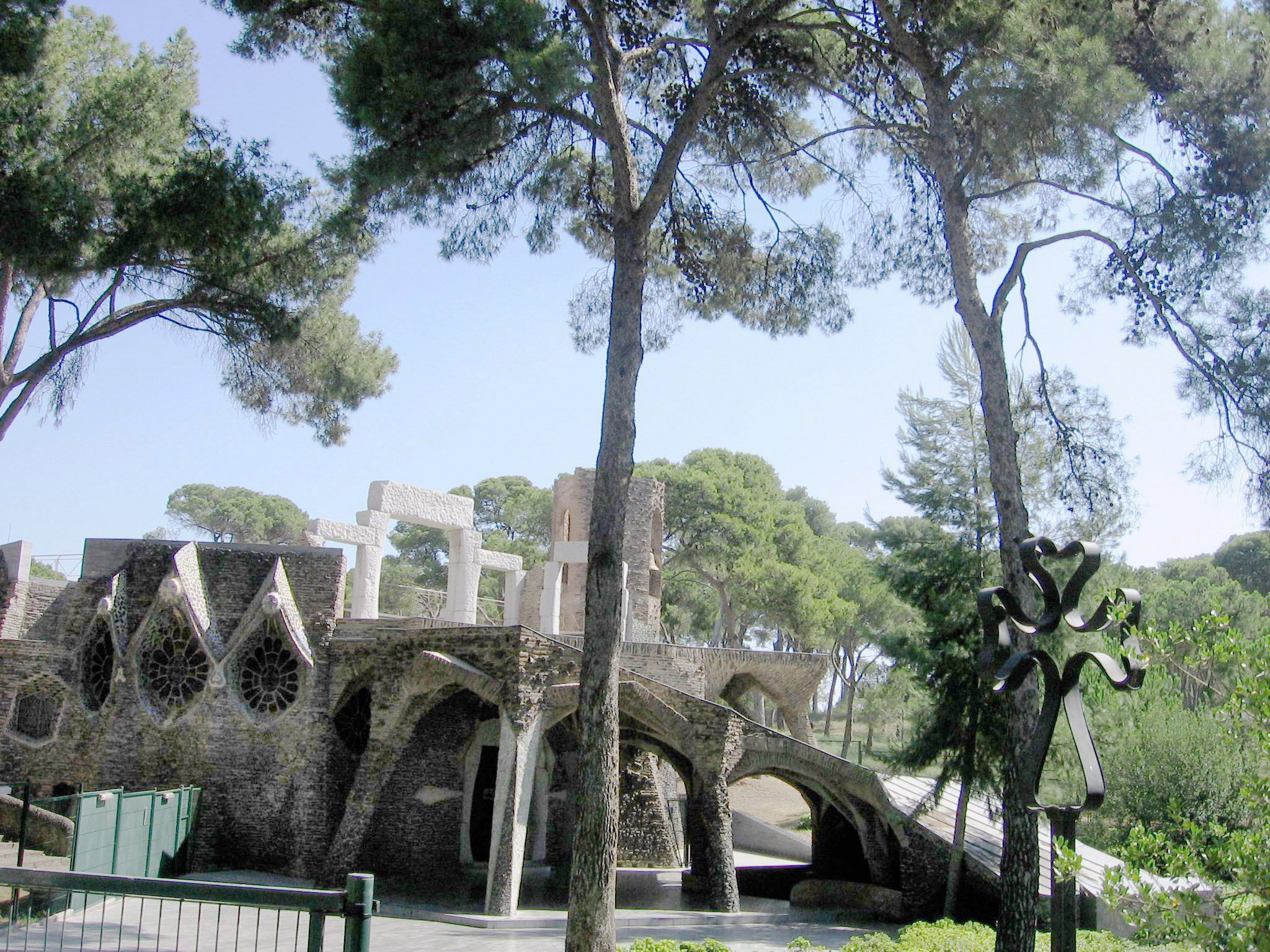
بخش کامل شده

کلیسای کولونیا گوئل (به انگلیسی: Church of Colònia Güell) (به کاتالونیایی: Cripta de la Colònia Güell , IPA: [ˈkɾiptə ðə ɫə kuˈɫɔniə ˈɣweʎ]) اثری ناتمام از آنتونی گائودی است. این بنا عبادتگاه مردم در دامنه تپه‌ای در حومه شهرک سانتا کلما د سرویو، در نزدیک بارسلونا (کاتالونیا، اسپانیا) ساخته شده‌است.
کولونیا گوئل فرزند ایده کنت اوزبی دو گوئل بود. وی در سال ۱۸۹۸ از آنتونی گائودی برای معماری این بنا کمک گرفت. با این حال، کار تا سال ۱۹۰۸، ۱۰ سال پس از آغاز نشد. نقشه ساختمان شامل دو شبستان، یک بالا و دیگری پایین، دو برج و یک گنبد مرکزی به ارتفاع چهل متر بود. در سال ۱۹۱۴، خانواده گوئل به دلیل مرگ کنت گوئل ساخت و ساز را متوقف کردند. چون در آن زمان، شبستان پایینی تقریباً کامل شده بود بنابراین بین سال‌های ۱۹۱۵ و ۱۹۱۷، نهایتاً تکمیل و آماده استفاده شد.
این کلیسا یکی از هفت سازه‌ای است که گائودی در نزدیکی بارسلونا ساخته که در لیست میراث جهانی یونسکو ثبت شده‌است. در واقع، این سازه‌ها به عنوان آثار آنتونی گائودی شناخته می‌شوند، و "سابقه تاریخی خلاقانه استثنایی در توسعه معماری و فناوری ساختمان در اواخر قرن ۱۹ و اوایل قرن ۲۰" را نشان می‌دهد.

## برنامه‌ریزی
برای شروع روند طراحی کلیسا، گائودی از قدرت جاذبه و طناب به شکل منحصر به فرد خود استفاده کرد که به عنوان قطار کابلی شناخته می‌شود. همان‌طور که در کلیسای ساگرادا فامیلیا مشاهده شد، گائودی طناب‌های کنفی را به کیسه‌های پر از سرب متصل کرده و آنها را از سقف آویزان می‌کرد. این کار به او اجازه می‌داد منحنی‌های کلیسا را در مقیاس ۱:۱۰ تولید کند.

## دخمه
قسمت دخمه‌ای این کلیسا که در سال‌های ۱۹۰۸ تا ۱۹۱۵ ساخته شد، تنها بخش کلیسا بود که به‌طور کامل تکمیل شد. این بنا به دلیل قرار گرفتن در دامنه تپه تا حدی در زیر زمین ساخته شده‌است و طوری طراحی شده‌است که احساس می‌کنید بخشی از طبیعت اطراف است. ستون‌هایی در قسمت بیرونی سرداب وجود دارد که از تعداد زیادی آجر ساخته شده‌است، در حالی که ستون‌های دیگر از جنس سنگ است. سقف سازه دارای شکل هندسی است که با اتصال ستون‌های مختلف شکل می‌گیرد.

## نمازخانه
نمازخانه گرچه ناتمام مانده‌است اما بخش بسیار مهمی از کلیسا است. نقوش فضای نمازخانه مشابه نقاشی ساگرادا فامیلیا است. این یک مورد مشترک است که در کل کلیسا دیده می‌شود، زیرا گائودی از آن برای آماده‌سازی ساختمان ساگرادا فامیلیا استفاده کرده‌است. او از آنجا که گوئل به او آزادی خلاقیت هرچه بیشتر را داد، بسیاری از ایده‌ها و نظریه‌های خود را در اینجا آزمایش کرد.

## تاریخچه اخیر
در سال ۲۰۰۰، معماران محلی اقدام به تعمیر دخمه کردند. این امر جنبه‌هایی از ماهیت ناتمام ساختمان‌ها را از بین برد. با این حال، ساختار مناسب تر برای گردشگران به‌وجود آورد و اکنون بازدیدکنندگان می‌توانند روی سقف بایستند، که می‌توانست کف کلیسا باشد.